# Miss Supranational 2010
Miss Supranational 2010 – druga gala Miss Supranational, która odbyła się 28 sierpnia 2010 w Amfiteatrze w Płocku. W konkursie wzięła udział rekordowa liczba 66 uczestniczek z różnych krańców świata. Galę finałową poprowadzili: Izabella Miko i Tomasz Kammel. Transmisję przeprowadziła stacja TV4. Muzycznie galę uświetnili: Katerine, Michaela de la Cour, MistChill, Patricia Kazadi, Lidia Kopania, Marcin Mroziński i Michał Kwiatkowski.
Nagrodą dla najpiękniejszej było 25 tysięcy dolarów. Konkurs wygrała Miss Panamy – Karina Pinilla.

Państwa i terytoria zależne uczestniczące w Miss Supranational 2010

## Rezultat finałowy
| Rezultat                | Miss |
| ----------------------- | --- |
| Miss Supranational 2010 | - Panama – Karina Pinilla |
| 1. wicemiss             | - Czechy – Hana Verná |
| 2. wicemiss             | - Słowenia – Sandra Marinović |
| 3. wicemiss             | - Peru – Claudia Villafuerte |
| 4. wicemiss             | - Tajlandia – Maythavee Buraparing |
| Top 20                  | - Albania – Anisa Mukaj - Belgia – Chloe De Groote - Brazylia – Luciana Bertolini - Finlandia – Johanna Ahlback - Gambia – Fatou Khan - Grecja – Margarita Papandreou - Honduras – Lesly Kristopff - Kolumbia – Diana Martin - Korea Południowa – Soo Jung You - Litwa – Egle Standtaite - Polska – Anna Jamróz - Portugalia – Olivia Ortiz - Rosja – Evgeniya Shcherbakova - Rumunia – Laura Barzuio - Wenezuela Laksmi Rodríguez |

## Kontynentalne Królowe Piękności
| Kontynent      | Uczestniczka                      |
| -------------- | --------------------------------- |
| Afryka         | - Gambia – Fatou Khan             |
| Ameryka        | - Wenezuela – Laksmi Rodríguez    |
| Azja i Oceania | - Korea Południowa – Soo Jung You |
| Europa         | - Polska – Anna Jamróz            |

## Nagrody specjalne
| Nagroda                  | Zwyciężczyni                    |
| ------------------------ | ------------------------------- |
| Miss Elegancji           | - Szwecja – Nina Sjolin         |
| Miss Fotogeniczności     | - Słowenia – Sandra Marinović   |
| Miss Internetu           | - Belgia – Chloe De Groote      |
| Miss Koleżeńskości       | - Kanada – Pablita Thomas       |
| Miss Osobowości          | - Bahamy – Janay Pyfrom         |
| Miss Talentu             | - Szkocja – Emma Blythe         |
| Miss Top Model           | - Rosja – Evgeniya Shcherbakova |
| Najlepsze Ciało          | - Finlandia – Johanna Ahlback   |
| Najlepszy Strój Narodowy | - Panama – Karina Pinilla       |

## Jurorzy
- Gerhard Parzutka von Lipinski – prezydent wykonawczy konkursu Miss Supranational
- Oksana Moria – Miss Supranational 2009
- Michał Wiśniewski – wokalista zespołu Ich Troje
- Edwin Toledo – szefujący portalowi Global Beautes
- szefowa WBA, do którego należy licencja konkursu Miss Supranational

## Lista uczestniczek
66 kandydatek konkursu piękności Miss Suprantional 2010
| Państwo            | Uczestniczka                            | Wiek | Wzrost (cm) | Miejscowość       |
| ------------------ | --------------------------------------- | ---- | ----------- | ----------------- |
| Albania            | Anisa Mukaj                             | 18   | 178         | Tirana            |
| Anglia             | Claire Louise Catterall                 | 25   | 179         | Londyn            |
| Armenia            | Lilit Karapetyan                        | 18   | 174         | Erywań            |
| Bahamy             | Janay Pyfrom                            | 23   | 182         | Nassau            |
| Białoruś           | Alena Tsiarenia                         | 23   | 173         | Mińsk             |
| Belgia             | Chloe De Groote                         | 24   | 181         | Bruksela          |
| Boliwia            | Daniela Tórrez Soliz                    | 20   | 176         | Beni              |
| Brazylia           | Luciana Sílvia de Souza Reis            | 24   | 175         | Belo Horizonte    |
| Bułgaria           | Tsvetomira Lyutova                      | 25   | 175         | Łowecz            |
| Chiny              | Dan Zheng                               | 22   | 176         | Pekin             |
| Chorwacja          | Kristine Jezernik                       | 19   | 175         | Rijeka            |
| Czechy             | Hana Verná                              | 21   | 174         | Praga             |
| Dania              | Helle Madsen                            | 19   | 173         | Viborg            |
| Dominikana         | Darling Cruz                            | 21   | 178         | Orlando           |
| Ekwador            | Claudia Elena Schiess Fretz             | 20   | 172         | Santa Cruz        |
| Estonia            | Eteri Libe                              | 21   | 173         | Tallinn           |
| Finlandia          | Johanna Ahlback                         | 22   | 173         | Turku             |
| Francja            | Célia Estelle Bettinger                 | 18   | 171         | Kraj Loary        |
| Gambia             | Fatou Khan                              | 20   | 179         | Bandżul           |
| Grecja             | Margarita Papandreou                    | 21   | 177         | Ateny             |
| Gruzja             | Nino Janidze                            | 20   | 176         | Bakuriani         |
| Gwatemala          | Clara Jennifer Chiong Estrada           | 26   | 170         | Gwatemala         |
| Gwinea             | Jasmine Sjoberg Sidibe                  | 19   | 180         | Jorlanda          |
| Haiti              | Lina Reyes                              | 23   | 175         | Santo Domingo     |
| Hiszpania          | Itsasne Ayensa Gómez                    | 21   | 175         | San Sebastián     |
| Holandia           | Nathalie den Dekker                     | 21   | 168         | Oosterhout        |
| Honduras           | Lesly Gabriela Molina Kristoff          | 23   | 173         | San Pedro Sula    |
| Irak               | Sandra Aner Agab                        | 20   | 176         | Bagdad            |
| Irlandia           | Sheila Lynch                            | 22   | 178         | Dublin            |
| Islandia           | Anita Hjartardottir                     | 23   | 174         | Reykjavík         |
| Japonia            | Miou Fujinaga                           | 21   | 170         | Tokio             |
| Kamerun            | Estelle Crescence Essame                | 25   | 168         | Duala             |
| Kanada             | Pablita Thomas                          | 25   | 175         | Toronto           |
| Kolumbia           | Diana Marcela Marín Piedrahita          | 22   | 173         | Medellín          |
| Korea Południowa   | Soo Jung You                            | 22   | 171         | Jeolla Północna   |
| Kosowo             | Zhuje Neza                              | 20   | 170         | Prisztina         |
| Litwa              | Egle Standtaite                         | 20   | 177         | Kowno             |
| Łotwa              | Annija Alvatere                         | 19   | 172         | Ryga              |
| Macedonia Północna | Matea Ristovska                         | 19   | 174         | Skopje            |
| Mali               | Linda Sanogo                            | 20   | 174         | Aarhus            |
| Meksyk             | Yarelí Ramírez Cota                     | 19   | 172         | Navojoa           |
| Mołdawia           | Doina Cosciug                           | 19   | 178         | Kiszyniów         |
| Niemcy             | Maike Frohlingsdorf                     | 21   | 173         | Bergisch Gladbach |
| Nigeria            | Cheryl John                             | 22   | 168         | Abudża            |
| Nowa Zelandia      | Candy Barry                             | 22   | 168         | Mount Maunganui   |
| Panama             | Karina Pinilla Corro                    | 25   | 175         | Chitré            |
| Paragwaj           | Alexandra Fretes Montealegre            | 23   | 177         | Asunción          |
| Peru               | Claudia Villafuerte Vairo               | 21   | 175         | Lima              |
| Polska             | Anna Jamróz                             | 22   | 179         | Rumia             |
| Portugalia         | Olivia Ortiz                            | 23   | 173         | Lizbona           |
| Portoryko          | Ketsia Payano                           | 18   | 175         | San Juan          |
| Rosja              | Evgeniya Shcherbakova                   | 25   | 175         | Władywostok       |
| Rumunia            | Laura Barzuio                           | 22   | 176         | Braszów           |
| Serbia             | Maja Dmitrijević                        | 19   | 185         | Belgrad           |
| Słowacja           | Jana Mutnanska                          | 22   | 171         | Bratysława        |
| Słowenia           | Sandra Marinović                        | 22   | 178         | Trbovlje          |
| Szkocja            | Emma Blythe                             | 23   | 168         | Edynburg          |
| Szwecja            | Nina Sjolin                             | 18   | 172         | Sztokholm         |
| Tajwan             | Hu Ya-Han                               | 23   | 169         | Tajpej            |
| Tajlandia          | Maythavee Buraparing                    | 24   | 175         | Bangkok           |
| Turcja             | Naz Yildiz                              | 19   | 182         | Ankara            |
| Ukraina            | Alona Liashchuk                         | 20   | 176         | Kijów             |
| Walia              | Chloe Whittock                          | 21   | 172         | Cardiff           |
| Wenezuela          | Laksmi Rodríguez de la Sierra Solórzano | 24   | 179         | Caracas           |
| Włochy             | Lisa Vistentin                          | 25   | 176         | Eraclea           |
| Węgry              | Zita Zeller                             | 22   | 176         | Budapeszt         |